# Pengzhou
Pengzhou léase Peng-Zhóu (en chino: 彭州市, pinyin:Péngzhōu Shí) es una ciudad satélite bajo la administración directa de la Subprovincia de Chengdu, capital provincial de Sichuan. El municipio yace en una llanura con una altitud promedio de 580 m s. n. m., ubicada a 19 km al noroeste del centro financiero de la ciudad, formando una ciudad intermedia en Chengdu. Su área total es de 1420 km² y su población proyectada para 2013 fue de 762 887 habitantes.
La división de la ciudad también es conocida como Pengxian , que significa literalmente Condado Peng, tal administración fue en 1993 cuando el Consejo de Estado abolió el condado ascendiendo la región a ciudad-condado.

## Administración
La ciudad de Pengzhou se divide en 20 pueblos que se administran en poblados.
- Tianpeng (天彭镇)
- Longmenshan (龙门山镇)
- Xinxing (新兴镇)
- Lichun (丽春镇)
- Jiuchi (九尺镇)
- Mengyang (濛阳镇)
- Tongji (通济镇)
- Danjingshan (丹景山镇)
- Longfeng (隆丰镇)
- Aoping (敖平镇)
- Cifeng (磁峰镇)
- Guihua (桂花镇)
- Junle (军乐镇)
- Sanjie (三界镇)
- Xiaoyudong (小鱼洞镇)
- Hongyan (红岩镇)
- Shengping (升平镇)
- Bailu (白鹿镇)
- Gexianshan (葛仙山镇)
- Zhihe (致和镇)

## Historia
Se cree que el área de Pengzhou ha estado habitada desde la Dinastía Zhou Occidental. La viuda emperatriz Wu Zetian creó Pengzhou por primera vez en el año 686. (Dinastía Tang). En 1337 el Emperador Hongwu (Dinastía Ming) redujo Pengzhou a Pengxian, o Condado de Peng (彭 县). El condado de Peng más tarde se convirtió en la ciudad de Pengzhou en 1993. 
A Pengzhou aún se le conoce ocasionalmente como Pengxian o Peng County, incluso en publicaciones oficiales. 
El 12 de mayo de 2008, la ciudad fue gravemente golpeada por el terremoto de Sichuan de 2008 .